# Vénus noire
Vénus noire  és una pel·lícula dramàtica francesa del 2010 dirigida per Abdellatif Kechiche. Es basa en la vida de Sarah Baartman, una dona Khoikhoi que a principis del segle XIX es va exposar a Europa sota el nom de "Venus Hotentota". La pel·lícula va ser nominada al Lleó d'Or al 67a Mostra Internacional de Cinema de Venècia, on va rebre el Premi a la Igualtat d'Oportunitats.
Aquesta pel·lícula ha estat subtitulada en català.

## Argument
A París 1815, la Reial Acadèmia de Medicina. George's Cuvier va declarar: "Mai he vist un cap humà tan semblant al d'un simi". De peu al costat d'un model modelat del cos de Saartjie Baartman, el veredicte de l'anatomista Georges Cuvier és categòric. Uns quants anys abans, el 1810, Sarah Baartman, una dona Khoikhoi de Sud-àfrica, va ser portada a Londres per Hendrick Caezer, un afrikaner. Caezer la mostra com la "Venus Hottentot" en espectacles estranys, explotant el seu físic, principalment les seves natges grans i aspectes exòtics. Es presenta com un espectacle, on es convida a la gent a tocar-la i mirar-la bocabadada.
Amb el temps, la Sarah es torna més ressentida a mesura que continuen els espectacles. Això finalment crida l'atenció dels grups abolidors, que porten l'assumpte als tribunals. Tanmateix, malgrat la reacció, Caezer la coacciona a admetre que està fent aquests espectacles per la seva pròpia voluntat.
Uns anys més tard va ser batejada i venuda a un entrenador d'animals francès anomenat Réaux, que la va portar a París. A França la seva explotació continua, però la situació empitjora ja que es veu obligada a participar en espectacles encara més humiliants on és sotmesa a una degradació sexual.
El cos de Sarah atrau l'interès dels científics francesos, inclòs Georges Cuvier, que ofereix diners per examinar-la. Réaux l'envia a Cuvier per a un examen científic, però Sarah es resisteix i no s'arriba a cap acord. A mesura que la seva situació financera empitjora, la vida de Sarah es desespera i la porta a dedicar-se a la prostitució per sobreviure. La seva salut decau, i mor el 1815. Després de la mort de Sarah, Réaux ven el seu cadàver a Cuvier, que fa més exàmens.

## Repartiment

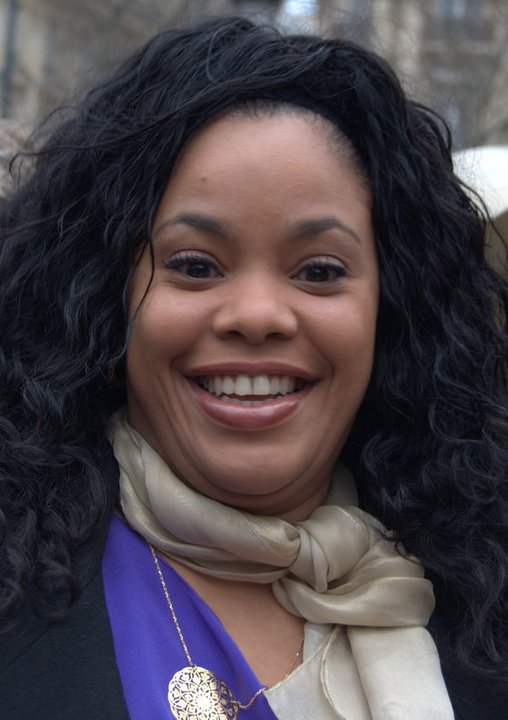
Yahima Torres, interpreta a Saartjie Baartman.

- Yahima Torres com a Sarah Baartman
- Andre Jacobs com a Caezar
- Olivier Gourmet com a Réaux, el showman
- Elina Löwensohn com a Jeanne
- François Marthouret com a Georges Cuvier
- Jean-Christophe Bouvet com a Mercailler
- Jonathan Pienaar com a Alexander Dunlop
- Phillip Schurer com a Peter Wageninger
- Ralph Amoussou com a Harry

## Recepció
La recepció de la pel·lícula el setembre de 2010 al festival de Venècia es va descriure com a tímida, fins i tot gelada o hostil. Vénus noire té una puntuació del 100% a Rotten Tomatoes, basada en cinc ressenyes.
Els detractors de la pel·lícula han assenyalat la seva durada, el seu academicisme així com la seva complaença. Els defensors de la pel·lícula la van elogiar com una obra forta, útil i inquietant. Molts crítics (com Jacques Morice, Eugenio Renzi o Jean-Baptiste Morain) evoquen un fracàs artístic “interessant” a través de les preguntes que planteja la pel·lícula i a les quals de vegades respon maldestrament.
El diari Libération saluda la complexitat del caràcter de la seva protagonista, de qui no sabem si és "la víctima o la parella" del seu torturador. Aquesta ambigüitat dóna tot el seu poder a aquesta història de “clarobscur moral”, obligant el públic a avançar, pas a pas, fins al final de l'abjecció. El crític portuguès Jorge Mourinhaun, del diari Ipsilon, escriu que la pel·lícula és una "extraordinària meditació sobre la societat de l'espectacle", sobre la "qui mira i la que es veu" -l'odissea de Saartjie no pot ser tan desagradable, impactant, degradant (cosa que explicaria la recepció hostil de la pel·lícula a Venècia). Le Soir evoca una "acusació contra la violació col·lectiva comesa per la societat blanca contra una dona innocent". La pel·lícula serveix com a "reparació històrica, juntament amb una declaració d'amor al poble africà". El diari lloa la “sobrietat” i la “distància” que Kechiche va poder demostrar, posant “l’espiritualitat al costat del cos africà, i no al del verb occidental ». La Croix parla d'una obra "difícil i notable", "impressionant i esgarrifosa", en la qual pot sorgir malestar per l'acumulació en la descripció de la tortura infligida a la seva protagonista. El diari també ho veu com una reflexió sobre l'espectacle:
| « | La pel·lícula també ofereix una reflexió sobre els límits de l'art (fins i tot l'art firal), què podem fer o no en el seu nom. De la intransigència de l'autor, el seu compromís total amb aquest tema extremadament delicat, la seva voluntat de conservar tota la complexitat, els matisos, dels éssers i situacions que descriu, neix una obra potent, de múltiples lectures, sensible més enllà de la seva duresa, rica en preguntes essencials. | » |